# (16696) Villamayor
(16696) Villamayor est un astéroïde de la ceinture principale.

## Description
(16696) Villamayor est un astéroïde de la ceinture principale. Il fut découvert le 28 janvier 1995 à l'Observatoire de Kitt Peak par le projet Spacewatch. Il présente une orbite caractérisée par un demi-grand axe de 2,45 UA, une excentricité de 0,14 et une inclinaison de 3,3° par rapport à l'écliptique.

## Compléments